# Pavie Ridge
Pavie Ridge (in Argentinien Cadena Pavie) ist ein isolierter, felsiger und bis zu 500 m hoher Gebirgskamm an der Fallières-Küste des Grahamlands auf der Antarktischen Halbinsel. Er erstreckt sich südlich und westlich des Martin-Gletschers zur Moraine Cove und stellt die südöstliche Begrenzung des Bertrand-Piedmont-Gletschers dar.
Jean-Baptiste Charcot benannte auf Karten, die im Zuge der Fünften Französischen Antarktisexpedition (1908–1910) entstanden, eine vermeintliche Insel bzw. ein entsprechendes Kap als Île  Pavie bzw. Cap Pavie. Bei Vermessungsarbeiten, die bei der British Graham Land Expedition (1934–1937) unter der Leitung des australischen Polarforschers John Rymill unternommen wurden, konnte Charcots Objekt jedoch nicht identifiziert werden. Im Zuge weiterer Vermessungen durch den Falkland Islands Dependencies Survey im Jahr 1948 wurde anhand der Skizzen, die Charcots Geodät Maurice Bongrain (1879–1951) angefertigt hatte, der Gebirgskamm Red Rock Ridge dem von Charcot benannten Objekt zugeordnet. Da sich dessen Benennung inzwischen etabliert hatte, wurde Charcots Benennung auf den hier beschriebenen Gebirgskamm übertragen. Namensgeber ist vermutlich der französische Diplomat und Forschungsreisende Auguste Pavie (1847–1925).